# Силес Суасо, Эрнан
Эрнан Силес Суасо (исп. Hernán Siles Zuazo; 19 марта 1914 Ла-Пас, Боливия — 6 августа 1996, Монтевидео, Уругвай) — боливийский политический деятель, трижды занимал пост президента страны – в 1952, 1956–1960 и 1982–1985 годах.

## Биография

### Ранние годы
Родился 19 марта 1914 (по другим данным в 1913) года в Ла-Пасе как побочный сын мелкого предпринимателя, будущего президента Боливии Эрнандо Силеса Рейеса и Исабель Суасо. Получил начальное и среднее образование в Американском институте в Ла-Пасе, затем поступил в столичный Высший университет Сан-Андреса, где был избран секретарём Федерации студентов Ла-Паса. В 1932 году во время Чакской войны организовал студенческие выступления с требованиями сообщить правду о поражениях боливийской армии, а затем сам добровольцем отправился на фронт несмотря на медицинский запрет. В ходе боёв был ранен осколком снаряда в правое предплечье, эвакуирован в Санта-Крус, а затем в Ла-Пас.

### Создание Националистического революционного движения
По выздоровлении продолжил учёбу в университете Сан-Андрес, в составе боливийской делегации участвовал в Латиноамериканском студенческом конгрессе в Сантьяго (Чили). В 1936 окончил факультет права и экономики и получил диплом юриста, после чего посвятил себя политической деятельности. Служил в министерстве финансов, был директором библиотеки Конгресса. Его симпатии были на стороне реформистских сил, несмотря на то, что его отец был одним из столпов старого режима. В 1941 вместе с Виктором Пас Эстенссоро и другими создал партию Националистическое революционное движение (НРД) (исп. Movimiento Nacionalista Revolucionario), в 1940—1945 годах был депутатом Национального конгресса от этой партии. Эта партия участвовала в прогрессивной военной администрации Гуальберто Вильярроэля 1943—1946 годов, но была отстранена от власти под давлением народного возмущения и правительства США в 1946 году. Пас Эстенссоро участвовал в президентских выборах 1951 года, по результатам которых был объявлен победителем.

### Боливийская национальная революция
Ультраконсервативное правительство Мамерто Урриолагойтиа устроило всё таким образом, что президентом де-факто стал генерал Уго Бальивиан . На тот момент партия НРД уже ушла в подполье и в апреле 1952 года осуществила Национальную революцию. Силес и Хуан Лечин сыграли в этой революции главную роль, поскольку лидер НРД Пас Эстенссоро в то время находился в изгнании в Аргентине. 6 апреля 1952 они установили контакт с министром внутренних дел генералом Антонио Селеме, который подержал идею свержения Бальивиана.
Разгромив силы, лояльные к администрации Бальивиана, Силес временно (с 11 до 16 апреля 1952) занял пост президента, пока Пас не вернулся на родину. Результаты выборов 1951 были признаны, и Пас стал конституционным президентом страны, а Силес был назначен на пост вице-президента (1952—1956) . В этот период он стал одним из основателей Боливийского рабочего центра, был председателем правительственной комиссии по проведению аграрной реформы (1953) и председателем Национального конгресса (1954) . В течение первых четырёх лет пребывания НРД у власти правительство разработало ряд реформ, среди которых были реформы избирательной системы и сельского хозяйства, а также национализация крупнейших горных предприятий страны. В 1956 году Пас оставил пост, поскольку конституция запрещала действующему президенту баллотироваться на второй срок подряд. Силес, которого считали преемником Паса, легко выиграл гонку и стал новым президентом Боливии. На выборах 17 июня 1956 года, проходивших по новому избирательному закону, предоставившему право голоса всем гражданам старше 21 года, он набрал подавляющее большинство голосов. В своём первом программном заявлении Силес Суасо заявил, что основной задачей правительства станет борьба с инфляцией, развитие национальной экономики.

### Президентство и оппозиция

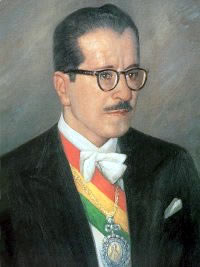
Эрнан Силес Суасо с президентской лентой

Первая администрация Силеса (1956—1960)  была значительно более противоречивой, чем кабинет Паса. Внутри НРД начались споры по поводу политического курса. В то время резко повысился уровень инфляции, в связи с чем США предложили экономическую программу (так называемый План Эдера). Кроме того, на долю Силеса выпала задача по разоружению участников революции 1952 года, которым к тому времени было разрешено иметь при себе огнестрельное оружие. Эти люди служили в качестве сопротивления возможной реакции со стороны консервативной или военной оппозиции. Между тем оппозиционная партия Боливийская социалистическая фаланга задумала устранить НРД от власти, что также снижало популярность Силеса и его партии.
Когда в 1960 году срок пребывания Силеса на посту подошёл к концу, Пас Эстенссоро вновь баллотировался на пост главы государства, а после победы на выборах назначил Силеса на должность посла Боливии в Уругвае, а затем в Испании. В 1964 году Силес поссорился с Пасом из-за решения последнего внести изменения в Конституцию с целью получения возможности быть переизбранным на второй срок, и вышел из НРД. Первоначально Силес поддержал антиправительственный переворот в 1964 году, который возглавляли генералы Рене Баррьентос и Альфредо Овандо, однако позже был выслан из страны. Стало очевидным, что военные манипулировали результатами выборов. По большому счету военные оставались в президентском дворце с 1964 по 1982 год.

### Левое националистическое революционное движение
В 1969 году Силес Суасо возглавил партию Левое националистическое революционное движение. В 1970 году Силес Суасо вернулся в Боливию, но в 1971 году выступил против переворота генерала Уго Бансера и был арестован. Это привело к окончательному разрыву с НРД и с Виктором Пасом, который, напротив, поддержал генерала. Вскоре Силес был освобождён, но в 1975 году обвинён в участии в заговоре и выслан из страны, в течение ряда лет проживал в Венесуэле.
После демократических преобразований 1978 года Силес вернулся в Боливию и сформировал большой союз левых сил, в который входили Левое националистическое революционное движение, Коммунистическая партия Боливии, Левое революционное движение и другие. Вместе они образовали Фронт демократического и народного единства (Unidad Democrática y Popular, UDP), который одержал победу на парламентских выборах 1978, 1979 и 1980, что, в первую очередь, было связано с падением популярности Виктора Паса. Результаты выборов 1978 были аннулированы из-за массовых фальсификаций в пользу военного кандидата, генерала Хуана Переды; выборы 1979 года оказались безрезультатными, поскольку ни один из кандидатов не набрал необходимых 50 процентов голосов. Наконец, Силес выиграл выборы 1980 года и мог бы занять пост президента, однако 17 июля произошел переворот, в результате которого к власти пришел генерал Луис Гарсия Меса. Силес был вновь изгнан из страны, но он вернулся в 1982 году, когда военный эксперимент себя исчерпал и боливийская экономика была на грани краха.

### Возвращение на пост президента и падение популярности

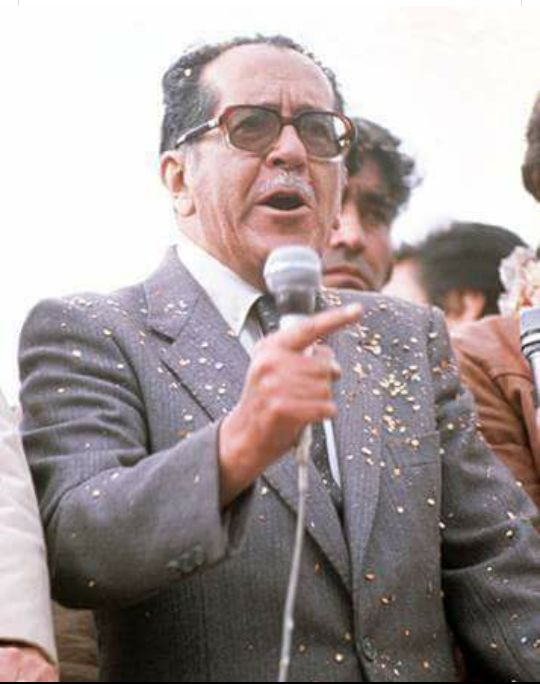
Выступление Силеса Суасо

Популярность военных резко упала за время их пребывания у власти (1980—1982), единственным выходом для них оставалась добровольная передача власти. В октябре 1982 были признаны результаты выборов 1980 и Силес был приведён к присяге в качестве нового президента страны, пост вице-президента занял Хайме Пас. Экономическая ситуация в стране оставалась затруднительной, быстрыми темпами прогрессировала гиперинфляция. Силес имел большие трудности с контролем над ситуацией, почти не имел поддержки со стороны Конгресса. Оппозиция во главе с профсоюзным вожаком Хуаном Лечином парализовала деятельность правительства постоянными забастовками. Даже вице-президент Хайме Пас оставил кабинет, когда популярность Силеса снизилась до рекордно низкого уровня. Гиперинфляция 1982—1986 годов стала четвёртой из когда-либо зарегистрированных в мире. Тем не менее, Силес отказался принимать неконституционные меры, считая, что достигнутые демократические ценности не стоят никаких денег. Он даже решился на голодовку как на отчаянную попытку получить общественное сочувствие. Наконец, он согласился сократить свой срок на один год, и Конгресс назначил новые выборы на 1985.
В 1983 году Боливия выдала Франции Клауса Барби, известного под прозвищем «Мясник из Лиона». Последний жил в Боливии с конца 1950-х или с начала 1960-х годов. Он уехал из Европы при содействии Соединённых Штатов и сотрудничал с боливийскими властями и диктаторами с 1964 до 1982 года в качестве специалиста по допросам. После экстрадиции он был осуждён за совершённые им преступления и умер в одной из французских тюрем.

### Поздние годы
В 1985 году были проведены досрочные выборы, победителем которых стал Виктор Пас Эстенссоро. Силес уехал в Уругвай, где жил во время изгнания.
Эрнан Силес Суасо скончался 6 августа 1996 года в Монтевидео в возрасте 82 лет. Его останки были репатриированы и похоронены в Ла-Пасе